# Dol pri Trebnjem
Dol pri Trebnjem je naselje v občini Trebnje.
Dol pri Trebnjem je gručasta vasica severovzhodno od Trebnjega, v kotlinici ob železniški progi in cesti Trebnje – Mirna. Na severovzhodni strani naselja je Debeli hrib (334 m), obdelovalne površine Ravnica, Zajka, Duli in Reber se razprostirajo nad železniško progo, v najnižjih legah pa so zamočvirjeni travniki. V večjih višinah je gozd: v Gmajni, Brneku, V ravni in V dovcu, južno od naselja pa iz kraške jame priteka potok Zijavnica, ki se izliva v Gomilščico.